# Смертная казнь во Флориде

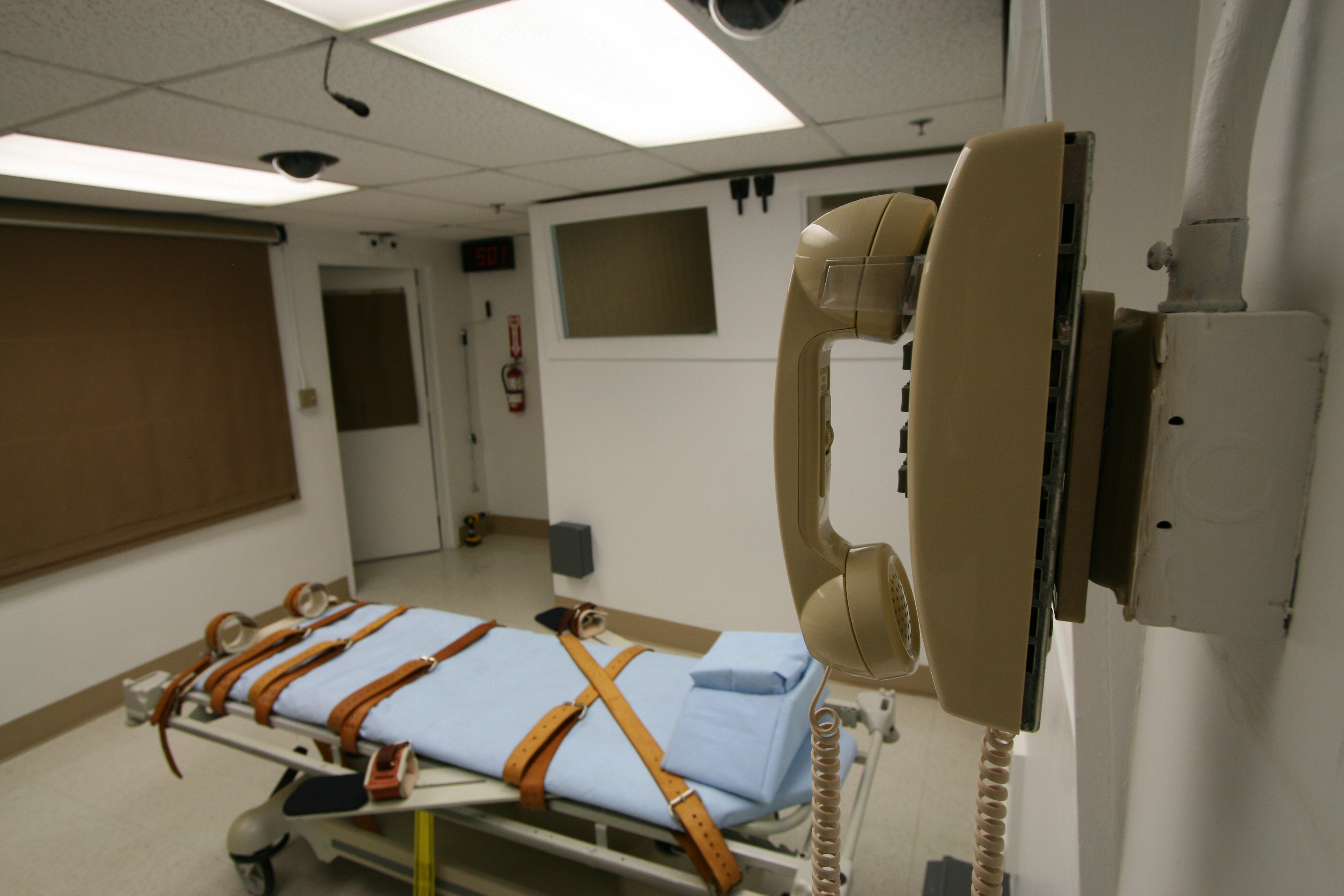
Камера казни в тюрьме штата Флорида

Смертная казнь во Флориде — узаконенное государством наказание в виде лишения человека жизни в штате Флорида. С 1976 года в штате был казнён 101 осуждённый за убийство. Все смертные приговоры были приведены в Тюрьме штата Флорида. По состоянию на 13 апреля 2023 года казни ожидают 297 преступников.

## История
Последняя казнь во Флориде до дела Фурмана состоялась в 1964 году. После того, как Верховный суд США, рассматривая дело «Фурман против Джорджии», отменил процедуры смертной казни во всех штатах, по сути, признав вынесение смертного приговора одновременно с обвинительным приговором неконституционным. Флорида стала первым штатом, разработавшим 12 августа 1972 года новый закон. После того, как Верховный суд вновь разрешил смертную казнь в деле «Грегг против Джорджии», 25 мая 1979 года власти штата казнили Джона Артура Спенкелинка электрическим током, что стало второй казнью в США с 1967 года, после казни Гэри Гилмора 17 января 1977 года в штате Юта.

## Тяжкие преступления
Во Флориде убийство может караться смертной казнью, если оно связано с одним из следующих отягчающих обстоятельств: 
1. совершено лицом, ранее осуждённым за тяжкое преступление и приговорённым к тюремному заключению, помещённым под общественный контроль или условно осужденным за тяжкое преступление;
2. подсудимый ранее был осуждён за другое тяжкое уголовное преступление или за тяжкое преступление, связанное с применением или угрозой насилия в отношении личности;
3. сознательные действия обвиняемого угрожали жизням многих людей;
4. совершено лицом, участвовавшим или бывшим соучастником в совершении или попытке совершения определенного уголовного преступления (такого, как жестокое обращение с детьми при отягчающих обстоятельствах, поджог, похищение, установка или взрыв разрушительного устройства или бомбы);
5. совершено с целью избежать или воспрепятствовать законному аресту или осуществлению побега из-под стражи;
6. совершено с целью материальной выгоды;
7. совершено с целью нарушения или воспрепятствования законному осуществлению какой-либо государственной функции или исполнению законов;
8. совершено с особой жестокостью;
9. совершено хладнокровно, расчётливо и преднамеренно, без каких-либо претензий на моральное или юридическое оправдание;
10. жертвой был сотрудник правоохранительных органов, занятый выполнением своих официальных обязанностей;
11. жертвой был избранный или назначенный государственный служащий, занятый выполнением своих служебных обязанностей, если мотив для совершения тяжкого преступления был связан, полностью или частично, с должностным положением жертвы;
12. жертвой был ребёнок младше 12 лет;
13. жертва была особенно уязвима из-за преклонного возраста или инвалидности, или потому, что обвиняемый имел над жертвой семейную или опекунскую власть;
14. совершено членом преступной группировки;
15. совершено лицом, которое в настоящее время или ранее считалось сексуальным насильником;
16. совершено лицом, на которое распространяется ограничительный приказ или иностранный охранный приказ, и было совершено против лица, получившего судебный запрет или охранный приказ, или любого супруга, ребёнка, родного брата или сестры этого лица.

Статут Флориды также предусматривает смертную казнь за незаконный оборот наркотиков и использование взрывных устройств, приводящих к смерти. Положение о наказании за нанесение побоев на сексуальной почве было признано неконституционным в деле Верховного суда США 2008 года «Кеннеди против Луизианы». В США пока не было смертных приговоров за незаконный оборот наркотиков.

## Казни

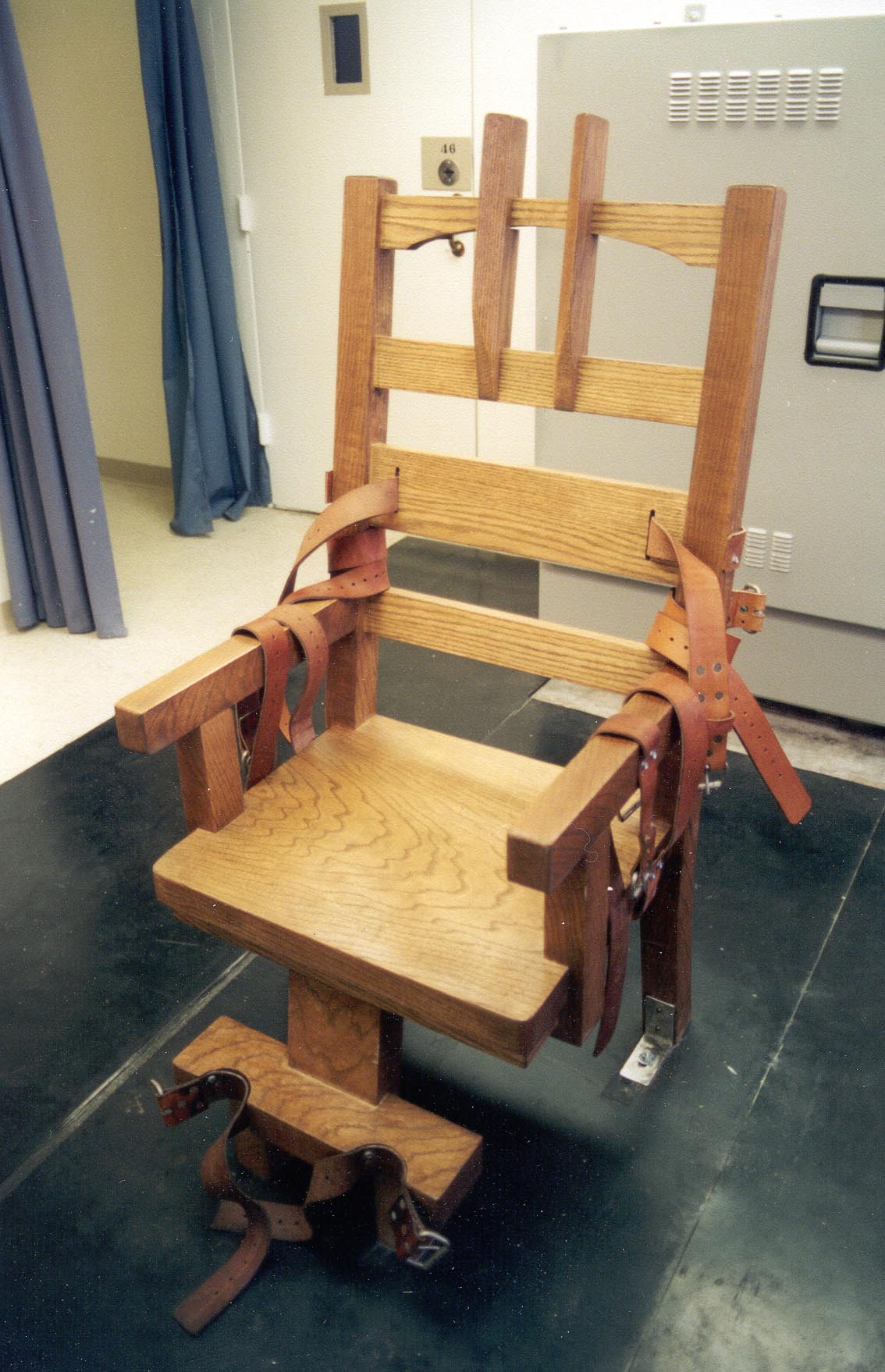
Новый электрический стул, установленный в 1999 году в тюрьме штата Флорида в Старке

Смертные приговоры приводятся в исполнение с помощью смертельной инъекции. Однако приговор может быть приведен в исполнение с помощью казни на электрическом стуле, если преступник просит об этом. Если смертельная инъекция или казнь на электрическом стуле будут признаны неконституционными, то законы Флориды разрешают использование любого не запрещённого конституцией метода казни.
Единственная камера для казни во Флориде находится в тюрьме штата Флорида близ города Старк. Осуждённые мужского пола, которым вынесен смертный приговор, после вынесения приговора содержатся либо в самой тюрьме штата Флорида, либо в исправительном учреждении Юнион по соседству, в то время как осуждённые женского пола, приговоренные к смертной казни, содержатся в исправительном учреждении Лоуэлл к северу от Окалы. Заключённых переводят в камеру смертников в тюрьме штата Флорида после того, как губернатор штата подписывает их смертный приговор.
Во Флориде публичное повешение применялось в соответствии с местной юрисдикцией, под надзором и в исполнении шерифов округов, где были совершены преступления. Однако в 1923 году законодательное собрание Флориды приняло закон, заменивший повешение на электрический стул, и заявило, что все будущие казни будут проводиться под юрисдикцией штата внутри тюрем. Электрический стул стал предметом ожесточённых споров в 1990-х годах после того, как три казни привлекли значительное внимание средств массовой информации и были названы оппонентами «неудачными» (Джесси Таферо в 1990 году, Педро Медина в 1997 году и Аллен Ли Дэвис в 1999 году). В то время как большинство штатов перешли на смертельную инъекцию, многие политики во Флориде выступали против отказа от «Олд Спарки», видя в этом «сдерживающий фактор». Наконец, после казни Дэвиса в 1999 году, смертельная инъекция была включена в качестве метода по умолчанию.
За время пребывания на посту губернатора Рика Скотта во Флориде было казнено больше заключенных, чем при любом другом губернаторе в истории штата.

## Помилование
Губернатор Флориды имеет право заменить смертную казнь, но только при наличии положительной рекомендации о помиловании от Совета, в котором он заседает. В период с 1925 по 1965 год из 268 случаев в 57 смертный приговор был заменён другой формой наказания. С 1972 года, когда смертная казнь была восстановлена, было предоставлено только шесть помилований, все при администрации губернатора Боба Грэма.